# 35

## Події
- Правління імператора Тиберія в Римі.
- Консули Риму Марк Сервілій Ноніан і Гай Цестій Галл.
- Тиберій направив легата Луція Вітеллія в Сирію задля підтримки претендента на Парфянський престол Тірідата III проти чинного царя Артабана III. Крім того, за підтримки царя Іберії Фарсмана I римські війська захопили Вірменію, оголосивши її царем Мітрідата I.
- Приблизна дата заснування царства Західні Кшатрапи в Індії.

## Народились
- (приблизно) Квінтиліан, римський письменник

## Померли
- Гай Поппей Сабін, римський політик
- Луцій Помпоній Флак, римський політик